# Onちゃん

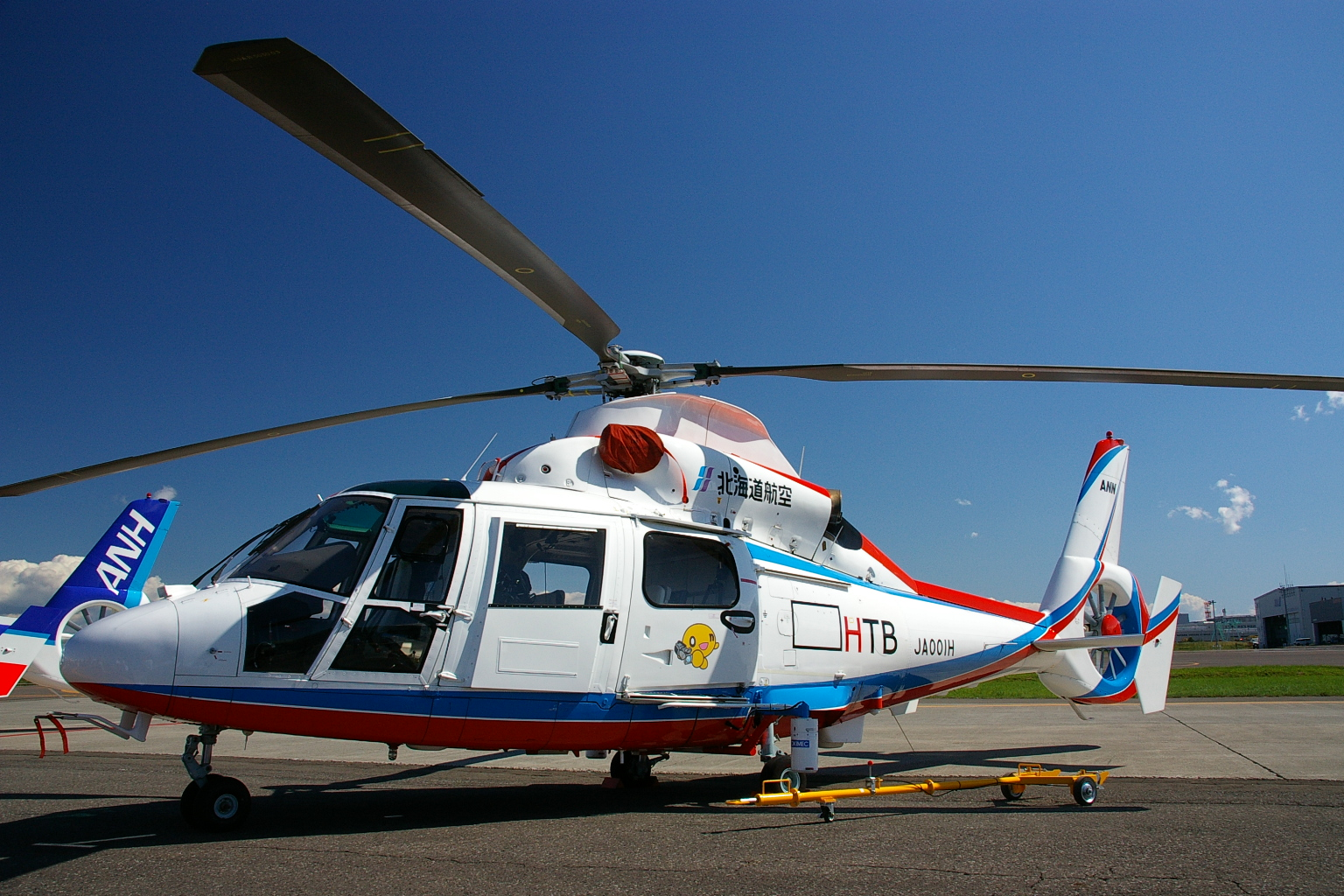
HTBの取材ヘリには、ビデオカメラを持ったonちゃんがペイントされている。

onちゃん（オンちゃん）は、北海道テレビ放送（HTB）で1997年から使用されているマスコットキャラクター。

## 概要
銀河系の彼方に存在する「パレード星」からやって来たパレード星人という設定で、黄色い球体を押し潰したような体に手足と口、そして右が「o」、左が「n」の目が特徴。小さな帽子を被ることもある。名称は「スイッチオン!」「onパレード!」などの意味を込めポジティブなイメージを持ったものとし、デザインは分かりやすく親しまれるものを考え黄色い体は元気と可愛らしさのイメージで元気を与える思いを持たせた。性格は好奇心旺盛で何事にも前向き、ワクワクする事を探し友達を増やしたいとしている。デザインは当初楕円形を組み合わせた形で硬い印象が見られたが、その後フリーハンドで表情豊かなアレンジを加えたものにマイナーチェンジしており、初代の顔つきに長い足がついた着ぐるみスーツでの愛称「着ぐるみonちゃん」と使い分ける形で「まんまるonちゃん」の愛称が用いられている。
HTB開局30周年にあたり印象が薄く視聴率が低迷していた状況を打開すべくマスコットキャラクターの開発が提案され、全国のデザイン会社などの間で行ったコンペの結果、札幌のデザイン事務所がデザインしたキャラクターに決定し、1997年12月1日に正式登場。社内投票で決定され最終候補にはアメリカンコミック調のスーパーヒーロー的なデザインもあったものの、HTBらしさや北海道らしさが豊かに表現できる・北海道の景色に佇む様子に馴染むといった印象もあり採用された。
「onパレード!HTB」と題した開局30周年記念キャンペーンにおけるキャラクターとして1年間限定の使用とする予定だったが、同局の番組『水曜どうでしょう』で出演者の安田顕がonちゃんの着ぐるみのスーツアクターになったことをきっかけにさっぽろ雪まつり等のイベントに登場したエアー着ぐるみも注目され視聴者から多くの問い合わせが寄せられた。

1998年7月には開局30周年イベントにて試験販売のぬいぐるみが完売し、8月1日から本格的にグッズ展開を開始し初日にはさっぽろ地下街HTBコーナーに4000人の客が殺到する人気を見せ、局全体のマスコットキャラクターとして定着した。それ以降も活躍を続け、テレビ朝日系のみならず全国の放送局が制定したキャラクターでも息の長い存在である。また水曜どうでしょうが全国で放送されると瞬く間に全国的な知名度を得るまでに成長した。
『水曜どうでしょう』内でonちゃんとして話す場合、オ段（おこそとのほもよろを）などが「オン」になるほか、語尾に「オン」がつく場合が多く、安田や大泉が行っていた。これらは後に『ユメミル、アニメ「onちゃん」』でも反映されているほか、サブタイトルの語尾に「オン」がついている。以下に例を挙げる。
- こんにちは→オンにちは[7]
- こんばんは→オンばんは
- 今週から四国八十八ヶ所お遍路の旅がスタートいたします→オン週から四国八十八ヶ所オン遍路の旅がスターオンいたしますオン
- おめでとうございます→オンめでとうございます
- お楽しみに→オン楽しみに
- おしらせ→オンしらせ（onちゃんの公式ブログ“おんぶろ”で使用されている）
- お疲れ様です→オン疲れ様です

- おはようございます→オンはようございます
- おやすみなさい→オンやすみなさい
  - この2つは、HTB放送開始・終了時の局名告知でonちゃんではなくアナウンサーによってアナウンスされる。

地上デジタル放送の受信機表示アイコンでも「onちゃん」のマークを使用している（ウォーターマークは局のロゴマークを使用）。

### その他の設定
サイズはバスケットボール程度。とても食いしん坊である。また、ドジな性格でへこむことはあっても持ち前の前向きさですぐに元気になる、とされている。

### 好き嫌い
好きなものは、食べ物ではチーズととうもろこし。但し、『水曜どうでしょう』内では塩辛も好物だと発言している（安田が「簡易onちゃん（onちゃんの姿をした黄色い頭巾）」を着用した姿で飲酒して発言）。
反対に苦手なものはカラスと、何かとonちゃんを叩きつける大泉洋である。
また、簡易onちゃん装備状態の安田が「シェフ大泉 クリスマス・パーティー」でシェフ大泉が焼いた半生のエビの頭を食べたのが原因で、アレルギーを起こしてダウンしたこともあって、エビも食べられないという設定が追加された。

## 主要な活動

### CI活動

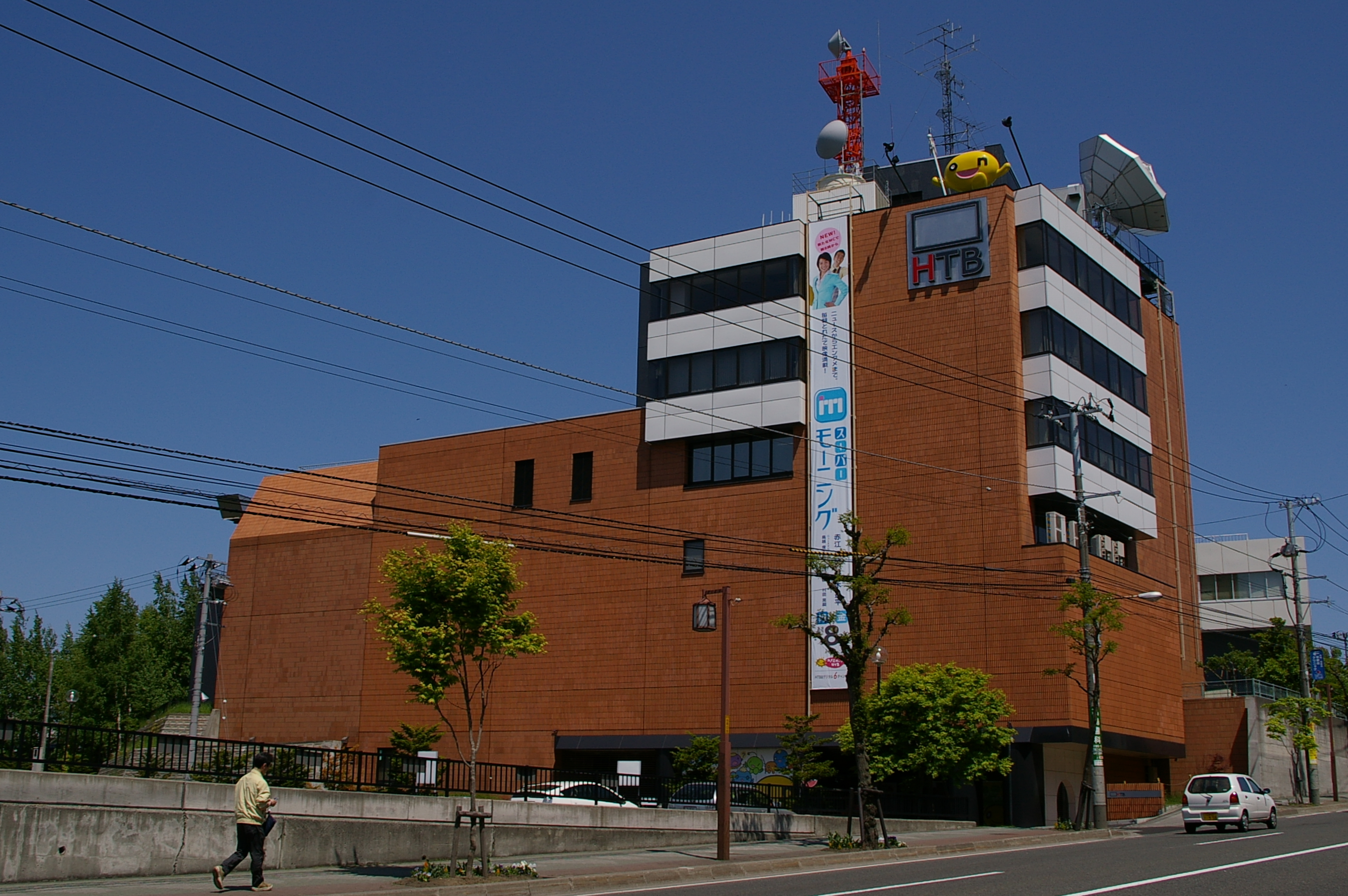
HTB初代本社・新館屋上の
初代「onちゃんオブジェ」

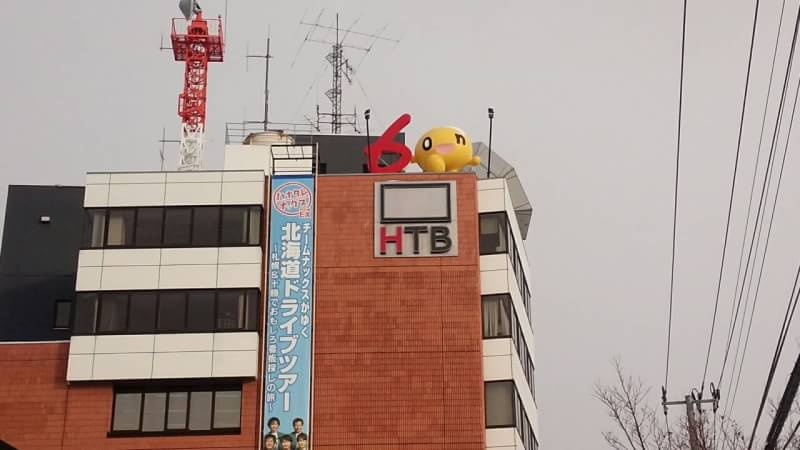
HTB本社・初代社屋屋上の
2代目「onちゃんオブジェ」

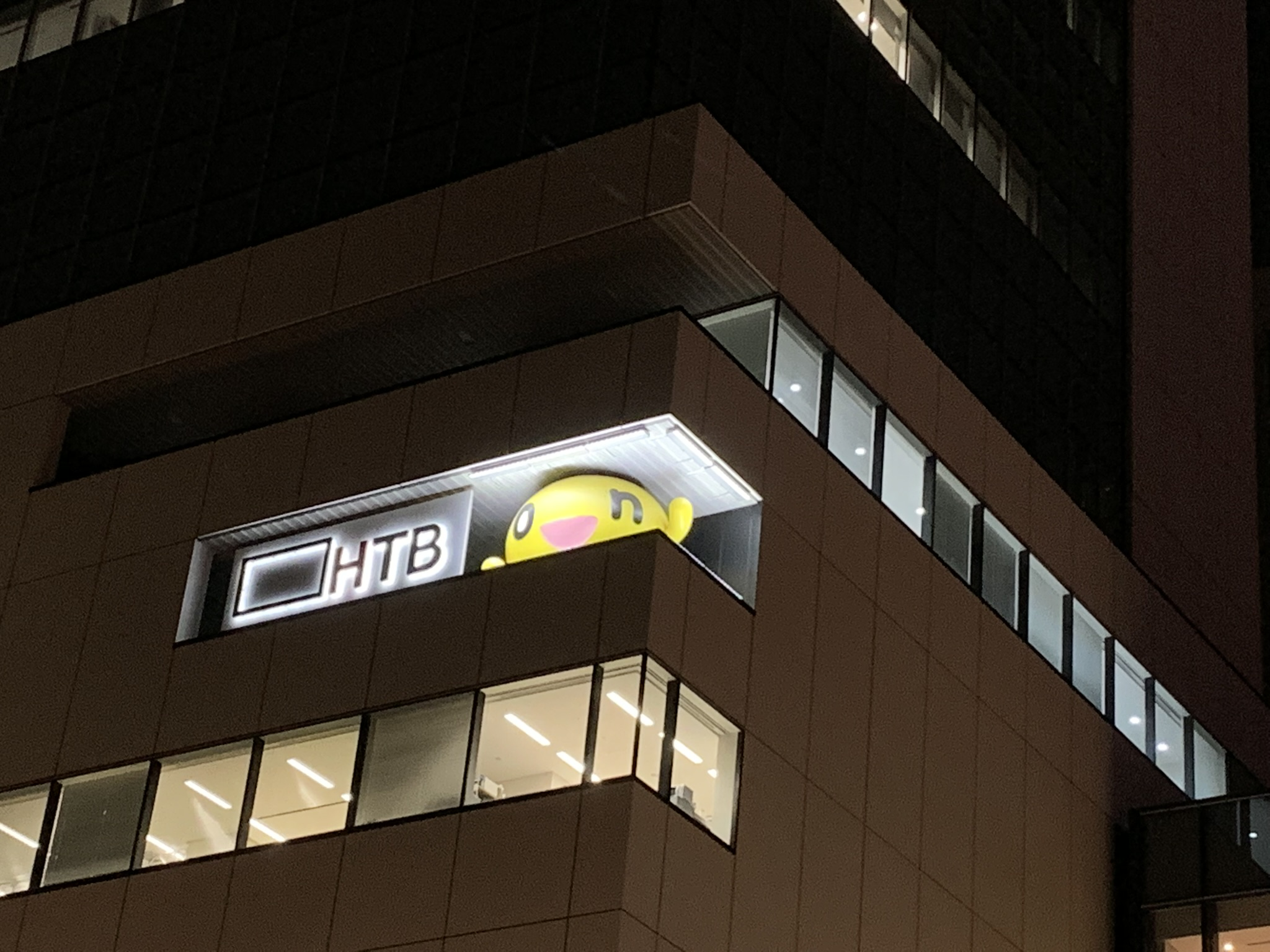
HTB本社・新社屋の
3代目「onちゃんオブジェ」

HTBの本社社屋には大型の「onちゃんオブジェ」が飾られている。初代オブジェは1998年7月11日から、札幌市豊平区平岸にある当時の本社社屋（以下、初代社屋）の屋上に飾られていた。2007年11月24日には、デビュー10周年を迎えた記念として2代目オブジェにリニューアルされた。
この「大型onちゃん」はHTBが関わる重大イベントの際には化粧直しがされることがあった。HTB創立35周年事業の一環で行われた「水曜天幕團『蟹頭十郎太』」公演時には、「大型onちゃん」は期間限定でちょんまげ仕様になった、また「水曜どうでしょう祭 UNITE2005」開催時にはねじり鉢巻に団扇というお祭り仕様になった。2007年12月のリニューアルに際しては、横には地上波デジタル放送のリモコンキーIDである「6」のオブジェも一緒に置かれるようになった。
南平岸駅から初代社屋に向かう道路の脇にある電柱には、onちゃんと共に「ユメミル、チカラHTB 交通安全」と書かれた広告が取り付けられていた。
HTBの地上デジタル放送は6チャンネルとなったことから、「onちゃん 6チャン HTB」のキャッチフレーズが5秒のステブレで放送されている。
2018年9月17日にHTB本社が札幌市中央区のさっぽろ創世スクエアに移転することに伴い、それに先駆ける形で同年5月に3代目オブジェが登場、HTBロゴの横にあり、置き場上建物から顔を出しているようにも見える構図である。一方で2代目オブジェは本社移転後も2021年6月25日までは取り外されずに残っており、土屋ホーム不動産に土地を売却したことに伴う解体工事の一環で、クレーンで撤去されるまで、新社屋の3代目と共存していた。旧社屋跡地は分譲住宅地としてonちゃんの名前を冠した「ピースフル高台公園 onちゃんHILLS」の名称が付けられたほか、2022年12月にはその一角に開業したセイコーマート平岸高台店の敷地内に、HTB開局の地を示すonちゃんの石像モニュメントが設けられている。
本社移転と同時に納車されたHTBの社用車に「onちゃんカー」があり、スポットCMに提供しているスポンサーの北海道日産自動車から寄贈された2代目ノートe-POWERをラッピングしたものである。HTBのロゴを一切用いられず、onちゃんのキャラクターと英文ロゴだけが使われているのが特徴。業務用カメラを積載するのは他局の社用車と同じだが、同車はCI活動車としての役割も兼ねており、納車と同時の玄関ロビーへの展示を皮切りに、自社製作テレビ番組への度重なる写り込み起用や、HTBが関わる道内における局舎外イベントに用いられる社用車は、この車がよく使われている。
2022年12月1日には活動開始から25年となる。これにあわせ、HTBのキャッチフレーズ「ユメミル、チカラ」とは別に「onちゃん、action!（アクショオン）」とキャッチフレーズを定め、アニメーションとて描かれる“まんまるonちゃん”と、足が長く青い帽子を被ったいわゆる“着ぐるみonちゃん”が描かれている。

### アニメ
- onちゃんアニメいっぱい - 1999年に全20作のCMスポットのミニアニメを制作[2]。onちゃんの声優は木藤玲子で、同時期に制作された吉田みどりアナウンサー（1999年当時）との番宣番組のonちゃん[注 3]役も担当。この他、ブラックnoちゃんの声を大泉洋、博士役を『水曜どうでしょう』ディレクターの藤村忠寿、助手の声を同じくディレクターの嬉野雅道が担当。SEは同郷ゲーム会社であるハドソンのスーパーファミコン用ソフト『鮫亀』から流用したもの。
- onちゃん夢パワー大冒険! - 2003年製作の長編アニメ、一部の系列局でも放送された。onちゃんの声優は篠原ともえ。2004年には同アニメとCMスポット、HTBの番組出演時の映像を盛り込んだDVDが発売されている（後述）。
- ユメミル、アニメ「onちゃん」 - 2008年1月18日から8月22日まで、金曜日の20時から放送されている『ミュージックステーション』放送開始前の予告番組『ミニステ』のネット放送を休止して放送された新作ミニアニメ。onちゃんの声優は田中理恵。2010年11月から2011年7月まで「シーズン2」も放送された。
- フジログ - 23話にて埼玉県在住の主人公が、自主制作アニメ企画を売り込みに全国行脚した際にHTBの担当者として登場。
- スライム倒して300年、知らないうちにレベルMAXになってました - 直接アニメに登場したわけではないが、2021年4月期放送の同アニメとonちゃんが同年5月24日よりコラボレーションし、札幌出身で原作挿絵を手がけるイラストレーターの紅緒による描き下ろしコラボレーションイラストがアニメ公式サイトとonちゃん公式サイト双方で公開された[11]。
- 映画 トロピカル〜ジュ!プリキュア 雪のプリンセスと奇跡の指輪! - 2021年10月公開の映画。製作局である朝日放送グループのマスコットキャラクター・エビシーともに、雪像として登場する[12]。

### 番組宣伝
onちゃんのぬいぐるみは、HTBで放送されるテレビ朝日のドラマや『報道ステーション』などの全国ネットの番組の北海道向け番宣CMにおいて、番組の出演者がぬいぐるみを持って「○○（番組名）は、HTB!」と言うのがお約束となっている。一時期、『スーパーモーニング』の番組セットにonちゃんのぬいぐるみが置かれていたこともあった。

### グッズ展開
HTBよってぬいぐるみをはじめとした各種グッズが販売されており、1999年に西村食品工業から販売された『onちゃんどら焼き』は他企業との初めてのタイアップ商品となっている。現在、onちゃんグッズはHTBの1階ロビーや札幌地下街・ポールタウンのHTBコーナー、そのほか道内のonちゃんグッズ取扱店で購入することが可能。また、道外でもびっくりドンキーなどでも一部取り扱っている他、HTBオンラインショップでも購入できる。
- オーキッドシード（販売元はグッドスマイルカンパニー）がねんどろいどシリーズとして初フィギュア化。2009年8月27日に発売された。付属品としてペットの「ぐち」や『水曜どうでしょう』で「釣りバカ対決」をやった時の大漁旗などが付いている。『月刊ホビージャパン』の紹介記事では、『水曜どうでしょう』をイメージしてか初音ミクに飛び蹴りを食らっていた。
- 2014年6月発売の「一番くじ 水曜どうでしょう」（ローソンで販売） の「D賞」が「onちゃん ぬいぐるみパスケース」だった。
  - 2015年1月発売の「一番くじ 水曜どうでしょう おみまいするぞ!」（ローソンで販売）の「ラストワン賞」が「ペコペコonちゃん」（エアー抜け状態の再現ぬいぐるみ）である。
- 前述の『映画 トロピカル〜ジュ!プリキュア 雪のプリンセスと奇跡の指輪!』でのコラボレーションと2022年のonちゃんの展開開始25周年にあわせて、2022年1月より（一部商品は2021年11月より先行発売）プリキュアシリーズとのコラボレーショングッズが発売されている。グッズには同シリーズ制作元の東映アニメーションが新規に描き下ろしたonちゃんのオリジナル版と着ぐるみ版、『トロピカル〜ジュ!プリキュア』のキュアサマーと『ハートキャッチプリキュア!』のキュアブロッサムが描かれている[13]。

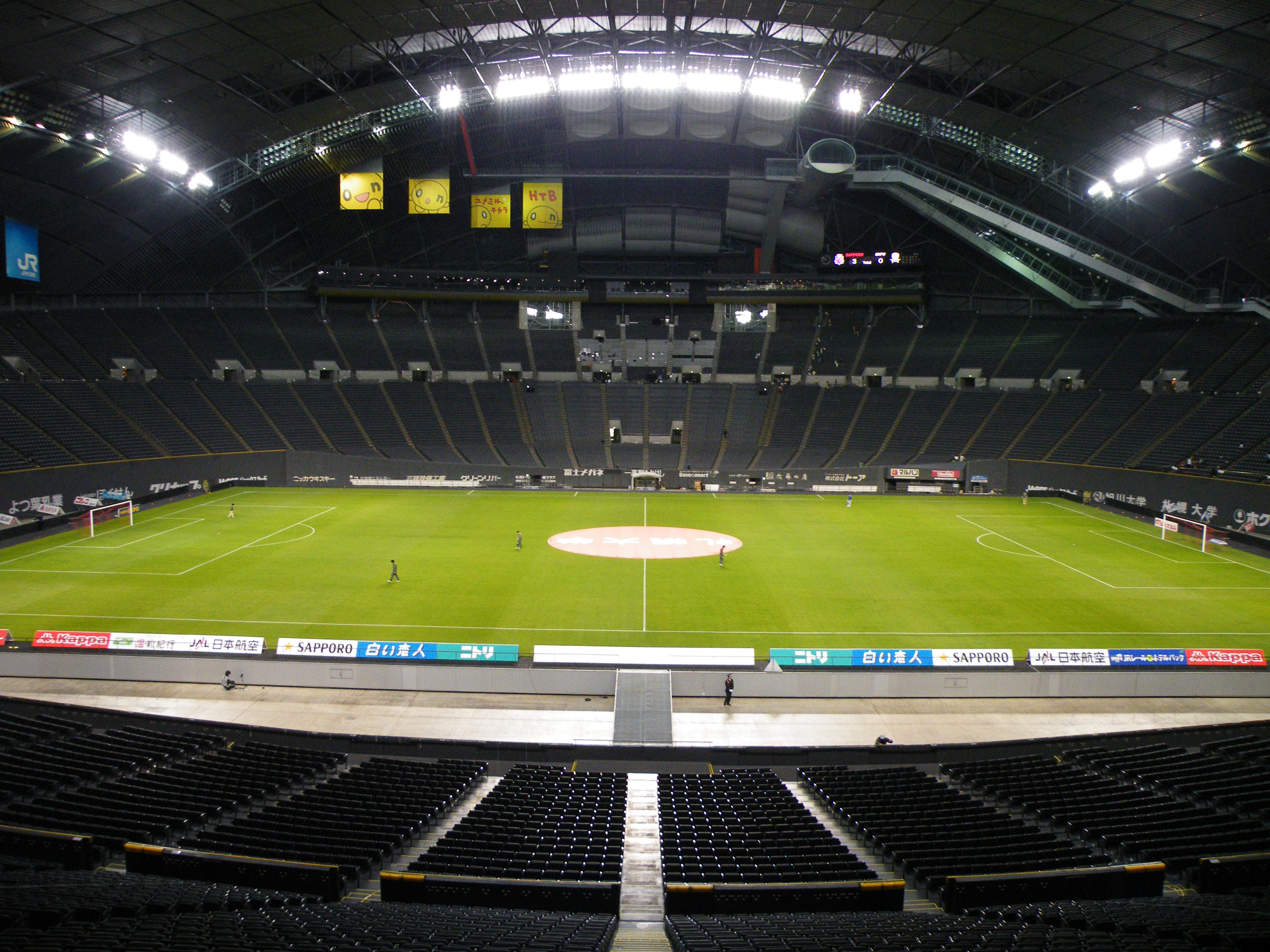
札幌ドーム (2009年)

### 札幌ドームとのタイアップ
札幌ドームの一塁寄り内野バックネット側上部にHTBが広告を出しており、4枚に渡ってonちゃんのイラストが大きく描かれているが、ほぼ真上の位置にあることからテレビ放送などで映る機会は少ない。コナミから発売されている野球ゲーム『実況パワフルプロ野球』や『プロ野球スピリッツ』でも広告は再現されている。

### ファイターズとのタイアップ
- 2008年8月、北海道日本ハムファイターズのマスコットキャラクター・ブリスキー・ザ・ベアーとのコラボグッズ「Bon☆BonTシャツ」を発売。
- 2011年、ファイターズのキャップを被ったonちゃんのぬいぐるみが登場。「イチオシ!!」や「イチモニ!」のセットに置かれている。ただし、非売品であり、「FFFFF」や野球中継などの視聴者プレゼントとして使用。

### 北海道大学との産学連携協定
2017年4月、HTBと北海道大学との連携協定により、北海道大学に「特別学生」として「入学」。国立大学で架空のキャラクターを学生として受け入れたのは初めてとなった。北海道大学の魅力を発信するなどの活動を行い、2021年3月に卒業した。

### onちゃんおはなし隊
HTBのアナウンサーが、幼稚園や各種施設などを訪問して絵本や紙芝居の「読み聞かせ」を行う活動に対して名付けられた名称。2005年7月に第1回が行われ、以後年に十数回程度のペースで実施されている。2019年には第18回ANNアナウンサー賞特別賞を受賞した。

### 提携クレジットカードの発行
誕生から25周年を迎えた2022年9月10日には、エポスカードとの提携によるVisaクレジットカード「onちゃんエポスカード」の発行が開始された。本カードのために書き下ろされたonちゃんと仲間たち（ぐち・noちゃん・okちゃん・てんこちゃん・meちゃん・トマルくん・なぞなモシー）が描かれたデザインとなっており、入会特典（既に他のエポスカードを所有している方のカード切り替えは対象外）として、「HTBオンラインショップ」の「エポスかんたん決済」で利用可能なクーポンと非売品のマスコットが贈呈されるほか、対象施設・商品の購入でポイントが2倍となる特典も付く。なお、テレビ局発のキャラクターがクレジットカードのカード券面にデザインされるのは極めて珍しいケースとなる。

## onちゃんの仲間とライバル
詳細はonちゃんの仲間を参照。

## onちゃんDVD
2004年11月24日に発売されたDVD。以下の内容が収録されている。
- 長編アニメ『onちゃん夢パワー大冒険!』 - アニメ本編がこのDVDのメインコンテンツであり、トップメニューを初めて再生したときにカーソルが来るように位置している。それに加え、鈴井貴之と大泉洋のアテレコ風景、主題歌を歌うコブクロ出演の番宣CMも収録。
- onちゃんアニメいっぱい - 木藤玲子がonちゃんの声を務めるミニアニメ。
- onちゃん音頭 - 『いばらのもり』の企画で制作された踊り。着ぐるみバージョンのみ。顔は見えないが着ぐるみの中には安田顕（onちゃん）、大泉洋（noちゃん）、森崎博之（もん太くん）が入っている。
- onちゃんと仲間たち - 16キャラクターの紹介。
- onちゃん出演中 - 『水曜どうでしょう』と『ハナタレナックス』に登場したonちゃん着ぐるみの出演シーン。
- おはようonちゃん・おやすみonちゃん - 放送開始・終了時、あるいは『テレビ文字ニュース』や『朝までファイターズ』の開始前と終了後にアニメーション形式で放送されているもの。ただし、音楽とonちゃんのセリフはDVDオリジナルとなっているため、実際の放送で流れているナレーション・音楽とは若干異なっている。オープニング・エンディングは1999年6月から2003年4月まで放送されていたものと2003年5月から2006年5月まで放送されていたもの〈作成当時は「現在放送中」と表記していた〉の2つのバージョンを収録

## 初代マスコットキャラ「くん太」
かつて、HTBでは1979年から「くん太」くんというヒグマをモチーフとしたマスコットキャラクターが存在していた。兵庫県在住の安岡明夫のデザインにより、1979年3月から使用を開始し名称は公募で3059通990種の案が寄せられ8月に「くん太」に決定。名称は呼びやすさと親しみやすさを持たせたものとしつつ、当時テレビ朝日系で放送され高視聴率を挙げた海外ドラマ『ルーツ』の主人公「クンタ・キンテ」にも掛けたものとした。
くん太は放送局マスコットのパイオニア的存在として、日本アニメーション制作のテレビアニメ『こぐまのミーシャ』（朝日放送）の第18話「くん太くん村へくる」へのゲスト出演や、その流れによる第31回さっぽろ雪まつりの雪のHTB広場でのミーシャ（1980年モスクワオリンピックマスコットキャラクター）に添える形で共演した大雪像や、天気予報の背景アニメーション・子供向けバラエティ「GO!GO!5時」などの自社制作番組への起用など、広く利用されたものの80年代前半のうちに自然と出演機会が減り、忘れられていった。
当時制作された着ぐるみは長く放置されてやがて行方不明になっていたが、2000年に上半身のみが発見され同年に同局で制作された深夜番組『いばらのもり』の企画でこの着ぐるみを流用、中に入った森崎博之の姓から「もん太」と改名し「く」の字部分にビニールテープで2本線を足して「も」と表記。下半身は行方不明だったため白色のタイツで代用して再登場した。以降も同番組の企画で「onちゃん音頭」が制作され、onちゃん・noちゃんとともに出演しHTBの天気予報等の背景映像として放映された。
その後無事に下半身が発見され、「くん太」として再登場するも、「もん太」の字はそのまま残されている。2007年にonちゃんのウェブサイト「onちゃんのページ」内の日記「Go!Go!onちゃん」で、先輩マスコットとして初対面する写真が紹介されたのを皮切りに、同年11月3日放送の『ナイトonチャンネル』、2008年8月30日の同局開局40周年記念イベントにも出演し、主に30代以上の往年のファンを喜ばせた。また、同時期の放送開始映像と放送終了時映像にもくん太が登場していた。
40周年の再登場以後、普段はHTBの社屋で「冬眠」しているが、時折目覚めては社内やイベントなどに姿を現し、onちゃんとも共演している。onちゃんは、くん太を「先輩」と慕っている。。さっぽろ創世スクエアの現社屋から放送を開始した2018年9月17日に放送された『創世スクエア移転初放送!新たな歴史をここから』では、onちゃんに続いてワンカットだけ、くん太のイラストが登場させたことから、他局のように過去のキャラクターとして廃止させたわけではなく、あくまでメインの場をonちゃんに譲り、自分は重要なときにのみ出る形としている。2020年4月1日には、onちゃん公式Twitterアカウントがエイプリルフール企画として「くん太」名義となりアイコンもくん太の写真に変更された。

## 他局のライバル

### 北海道民放各局
- もんすけ（北海道放送）
- どさんこ君（札幌テレビ放送）
- らっぴぃ（テレビ北海道）
- みちゅバチ（北海道文化放送）

2023年8月開催の『FIBAバスケットボール・ワールドカップ』が日本テレビ系列とテレビ朝日系列で放送する関係から、開幕当日である8月25日にはどさんこ君とのコラボが実現。『どさんこワイド179』『どさんこワイド!!朝!』にonちゃんが、『イチオシ!!』『イチモニ!』にどさんこ君がそれぞれ共演を果たした。

### ANN系列各局
- ゴーちゃん。（テレビ朝日）
- エビシー（朝日放送テレビ）
- ウルフィ（名古屋テレビ放送）